# Университет Эребру
Университéт Эребрý (швед. Örebro universitet, ÖRU) — государственное высшее учебное заведение Швеции, расположенное в городе Эребру, административном центре одноименного лена. Истоки высшего образования в Эребру восходят к 1960-м годам, когда Королевский технологический институт Стокгольма открыл здесь филиал, а Уппсальский университет — кампус. На базе этих структур в 1977 году был основан самостоятельный Университетский колледж Эребру (швед. Högskolan i Örebro), который в 1999 году получил статус полноправного университета.
На момент декабря 2024 года в университете обучается около 17 000 студентов, а численность сотрудников составляет приблизительно 1 600 человек. Университетская структура включает три факультета и восемь кафедр. ÖRU предлагает широкий спектр образовательных программ, охватывающих такие направления, как поведенческие и социальные науки, экономика и статистика, юриспруденция, педагогическое образование, медицина и сестринское дело, науки об окружающей среде и естественные науки, технологии, математика, данные и информационные технологии, коммуникации, кинематография и риторика, спорт, музыка и театральное искусство, а также ресторанное дело, гастрономия и гостиничный менеджмент. С 2023 года пост ректора университета занимает Аке Ингерман, ранее возглавлявший факультет педагогических наук Гётеборгского университета, председателем университетского совета является Ларс Хайкола. Помимо основных факультетов, в структуру университета интегрированы Музыкальная школа и Школа ресторанного и гостиничного менеджмента. Согласно рейтингу востребованности программ в Швеции за 2024 год, юридическая программа университета заняла 13-е место, а медицинская — 14-е место среди шведских вузов. В международных рейтингах Университет Эребру входит в группу 501-600 лучших университетов мира по версии Times Higher Education (World University Rankings 2025) и занимает 135-ю позицию среди более чем 600 участников в рейтинге молодых университетов мира (англ. Times Higher Education Young University Rankings 2024), куда включаются вузы, основанные менее 50 лет назад.

## История

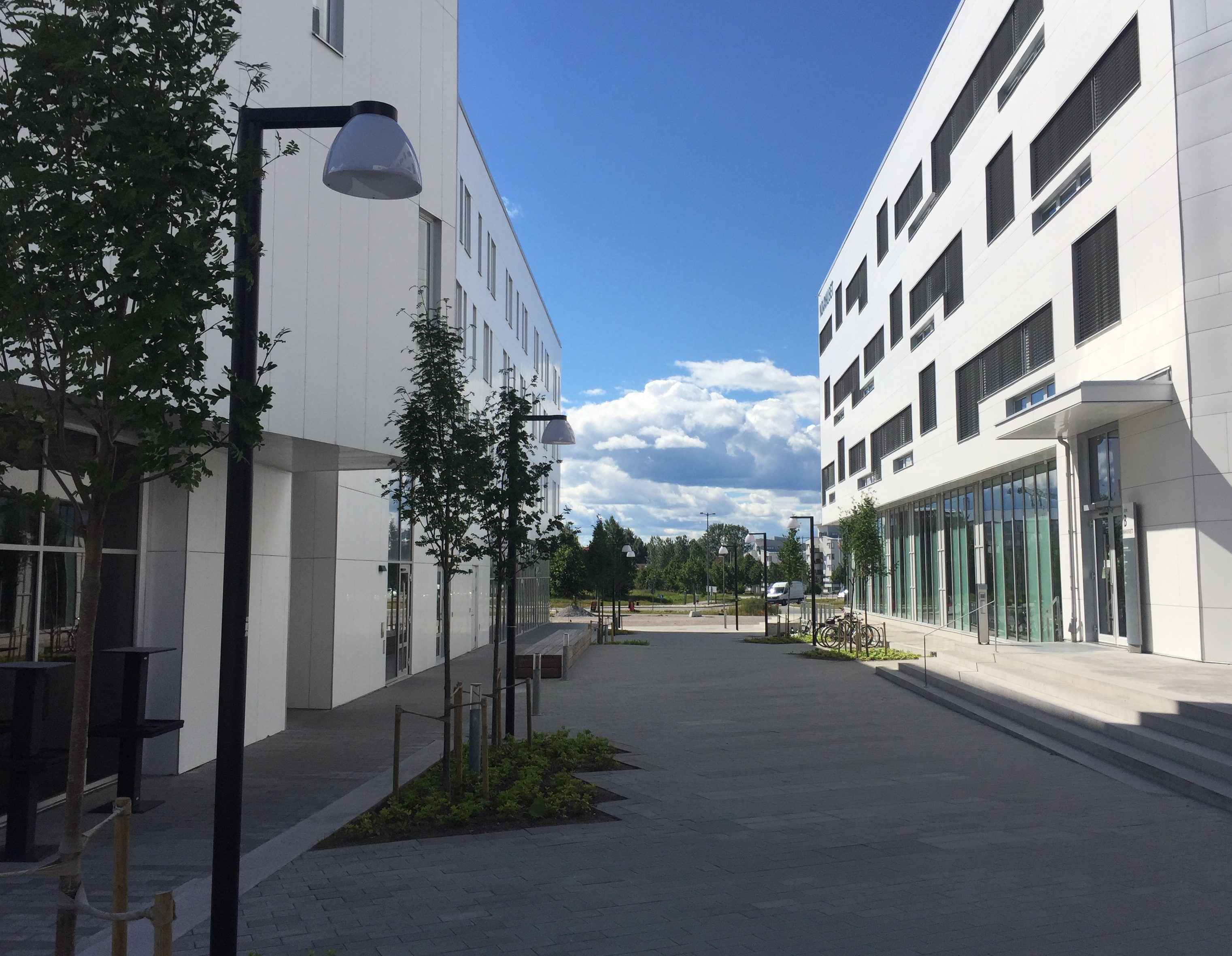
Территория кампуса университета Эребру
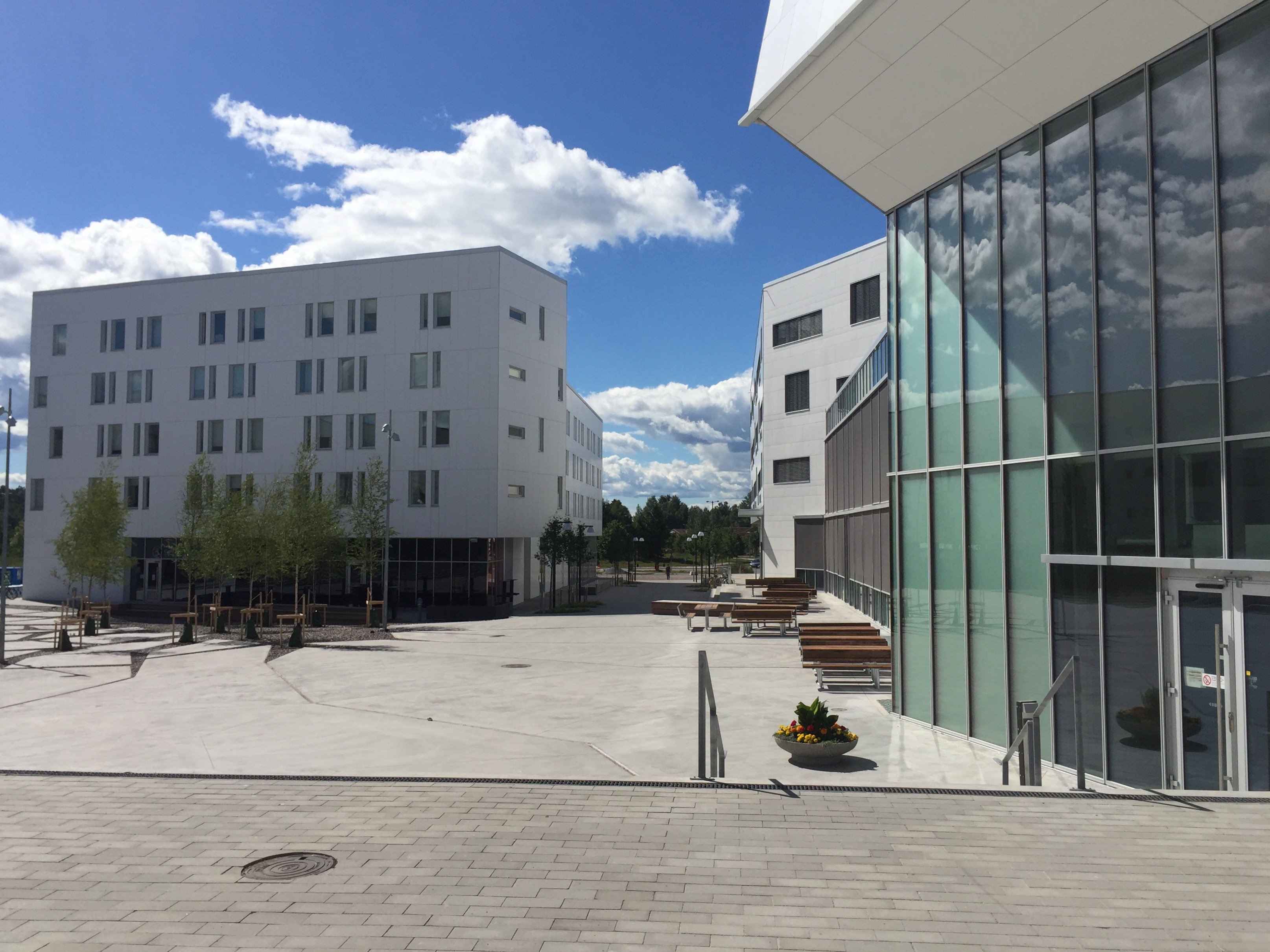
Площадь перед университетом, 2017 год

Учреждение, ныне известное как Университет Эребру, было образовано в 1977 году в результате слияния нескольких высших учебных заведений города. Основу составили Школа социальных наук и филиал Университета Уппсалы (оба основаны в 1967 году), Школа гимнастики и спорта (основана в 1966 году) и давно функционировавшая в Эребру педагогическая семинария по подготовке воспитателей дошкольных учреждений. В 1978 году к объединению присоединился Институт музыкального образования Эребру. На момент создания это учебное заведение, еще не имевшее университетского статуса, являлось крупнейшим вузом подобного типа в Швеции. В 1980-х годах в университете были разработаны программы по техническим дисциплинам, а в следующем десятилетии его инфраструктура расширилась за счет кампуса «Грютюттан» (швед. Grütuttan), ориентированного на преподавание и исследования в сфере ресторанного дела и гостеприимства. Важным этапом развития стало присоединение в 1995 году Муниципального колледжа здравоохранения, действовавшего под эгидой окружного совета.

### Реорганизация и дальнейшее развитие
Присвоение Университету Эребру полного университетского статуса произошло в 1999 году на основании правительственного решения. Торжественное открытие в новом качестве состоялось 6 февраля 1999 года с участием тогдашнего премьер-министра Йорана Перссона. Данное преобразование осуществлялось параллельно с аналогичным изменением статуса высших учебных заведений в Карлстаде и Векшё. Примечательно, что Шведское национальное агентство по высшему образованию в своих официальных заключениях не рекомендовало предоставлять университетский статус вузам в Векшё и Эребру, однако правительство приняло решение вопреки экспертным рекомендациям, что вызвало значительную критику в академических кругах того периода. Дискуссии о правомерности этого решения постепенно утратили актуальность после длительного обсуждения критериев оценки учебных заведений и особенно после создания Университета Средней Швеции в 2005 году. Дополнительным фактором, способствовавшим нормализации ситуации, стало признание широкой вариативности в понимании университетского статуса в международной практике, особенно в образовательных системах США и Великобритании.
Значимым этапом в развитии университета стало получение в 2010 году права присваивать степень врача, что подтвердило высокий уровень медицинского образования. Этому способствовало открытие в 2014 году нового специализированного медицинского кампуса «Campus USÖ», расположенного в непосредственной близости от университетской больницы Эребру. Дальнейшее укрепление позиций в области технического образования произошло в 2015 году, когда университету было предоставлено право присуждать степень инженера-строителя.
Стратегическое видение Университета Эребру формулируется как стремление стать признанным университетом, способствующим развитию общества, основанного на знаниях. Миссия учреждения включает три ключевых аспекта: проведение конкурентоспособных на международном уровне научных исследований; предоставление профессионально ориентированного образования, входящего в число лучших в стране; сочетание широкого спектра дисциплин с передовыми достижениями в образовательной и научной деятельности. Университет позиционирует себя как востребованный и социально ответственный институт, который в сотрудничестве с партнерами активно способствует достижению глобальных целей устойчивого развития.

## Структура

### Совет университета
Высшим органом принятия решений в университете является Совет университета, чья деятельность регламентируется Законом о высшем образовании. В соответствии с законодательством, Совет осуществляет надзор за всеми делами университета и несет полную ответственность за выполнение его задач. Состав Совета формируется из ректора, трех представителей профессорско-преподавательского состава, трех студентов и восьми членов, назначаемых правительством Швеции. Председателем Совета, как отмечалось ранее, является Ларс Хайкола. При этом представители профсоюзов, выступающие от имени сотрудников университета, обладают правом присутствовать на заседаниях Совета и выступать с инициативами, что обеспечивает учет интересов трудового коллектива в управленческих процессах.

### Руководство

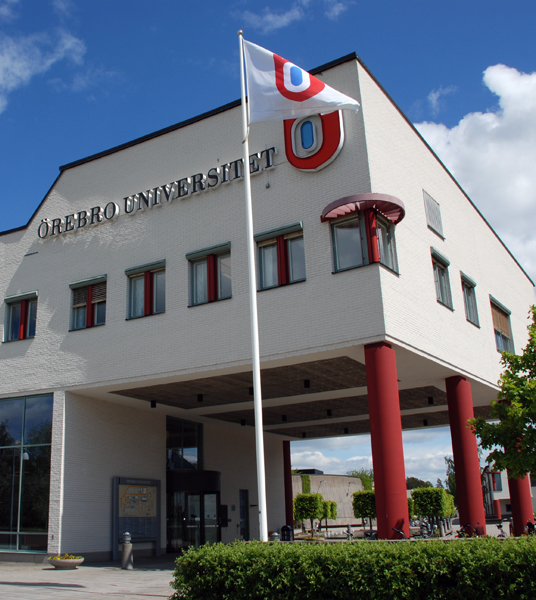
Вход в здание, где располагается офис руководящего персонала

Непосредственно подчиняясь Совету университета, руководство вузом осуществляет руководство университета (швед. universitetsledningen), состоящее из ректора (вице-канцлера), проректора (швед. prorektor) и директора университета (швед. universitetsdirektör). Основная задача этого органа — оперативная реализация решений, принятых Советом университета. В текущей структуре управления университетом также предусмотрена должность заместителя ректора (швед. vicekansler), который входит в состав руководства и участвует в выполнении его функций.

### Факультеты
Университет Эребру организован по трехуровневой структуре. Основными академическими единицами являются три факультета, каждый из которых возглавляется деканом и управляется Советом факультета (члены советов назначаются на трехлетний срок). Факультеты объединяют несколько специализированных подразделений (кафедр и школ).
1. Факультет бизнеса, экономики и технологий (ENT): Осуществляет образовательную и исследовательскую деятельность в сферах:
- Экономика и право (Школа бизнеса, экономики и права)

- Естественные науки и технологии (Департамент науки и технологий)

- Гостиничный и ресторанный менеджмент (Школа гостиничного и ресторанного менеджмента)

2. Факультет гуманитарных и социальных наук (HS): Отвечает за направления:
- Гуманитарные науки, педагогика и социальные науки (Департамент гуманитарных, педагогических и социальных наук)

- Поведенческие, социальные и юридические науки (Департамент поведенческих, социальных и юридических наук)

- Музыкальное искусство (Школа музыки)

3. Факультет медицины и здравоохранения (MH): Курирует образование и исследования в области:
- Фундаментальные медицинские науки (Департамент медицинских наук)

- Клинические медицинские науки (Департамент медицинских наук)

### Академические подразделения
Бакалаврские, магистерские, аспирантские программы и основная часть исследований реализуются на уровне восьми ключевых академических подразделений, которые совместно управляются факультетами и центральным руководством университета (ректоратом). К ним относятся:
- Школа бизнеса и экономики

- Гуманитарные науки, образование и социальные науки

- Поведенческие, социальные и юридические науки

- Медицинские науки (фундаментальные)

- Медицинские науки (клинические)

- Академия музыки

- Естественные науки и технологии

- Колледж ресторанного и гостиничного менеджмента

## Кампусы

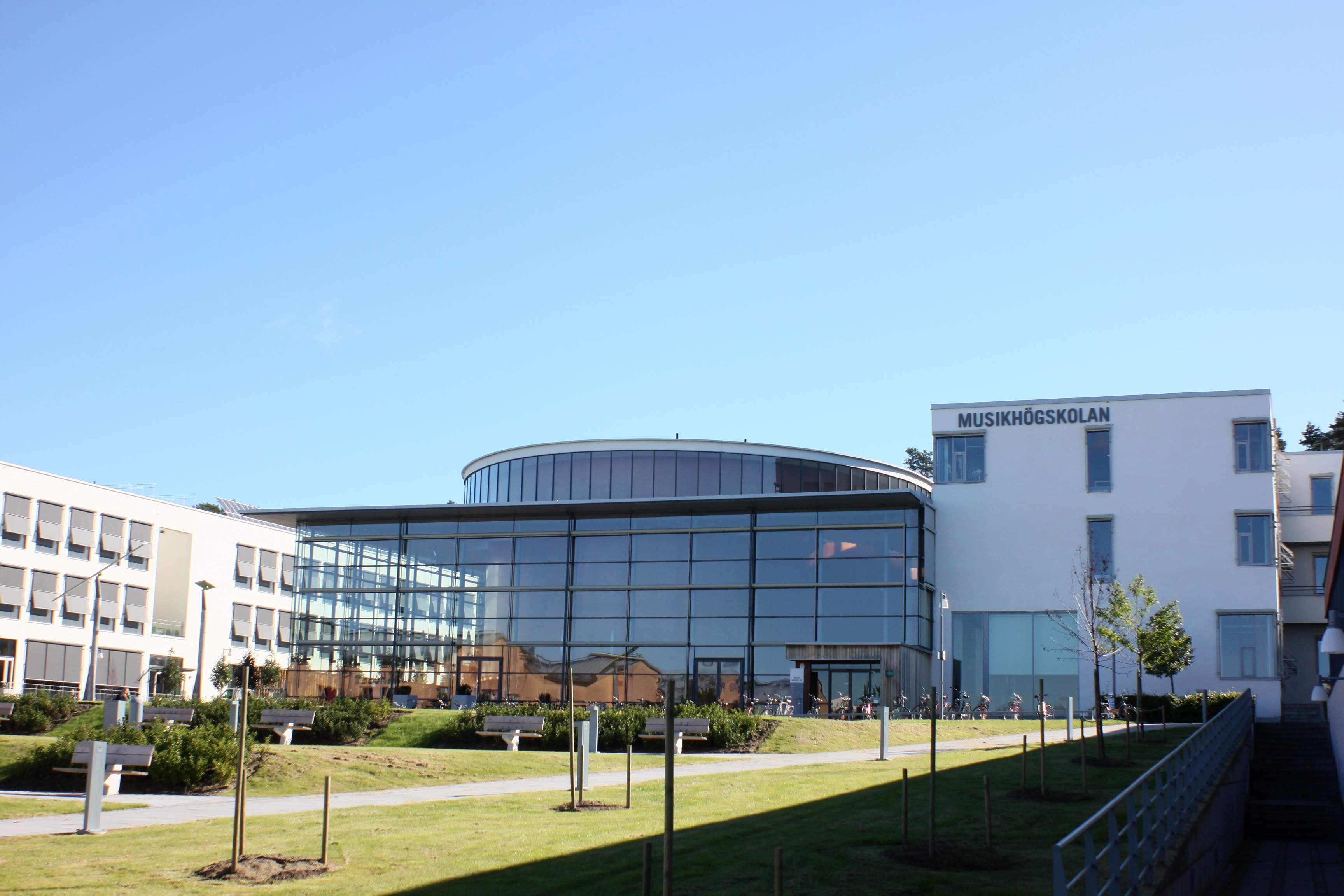
Школа музыки
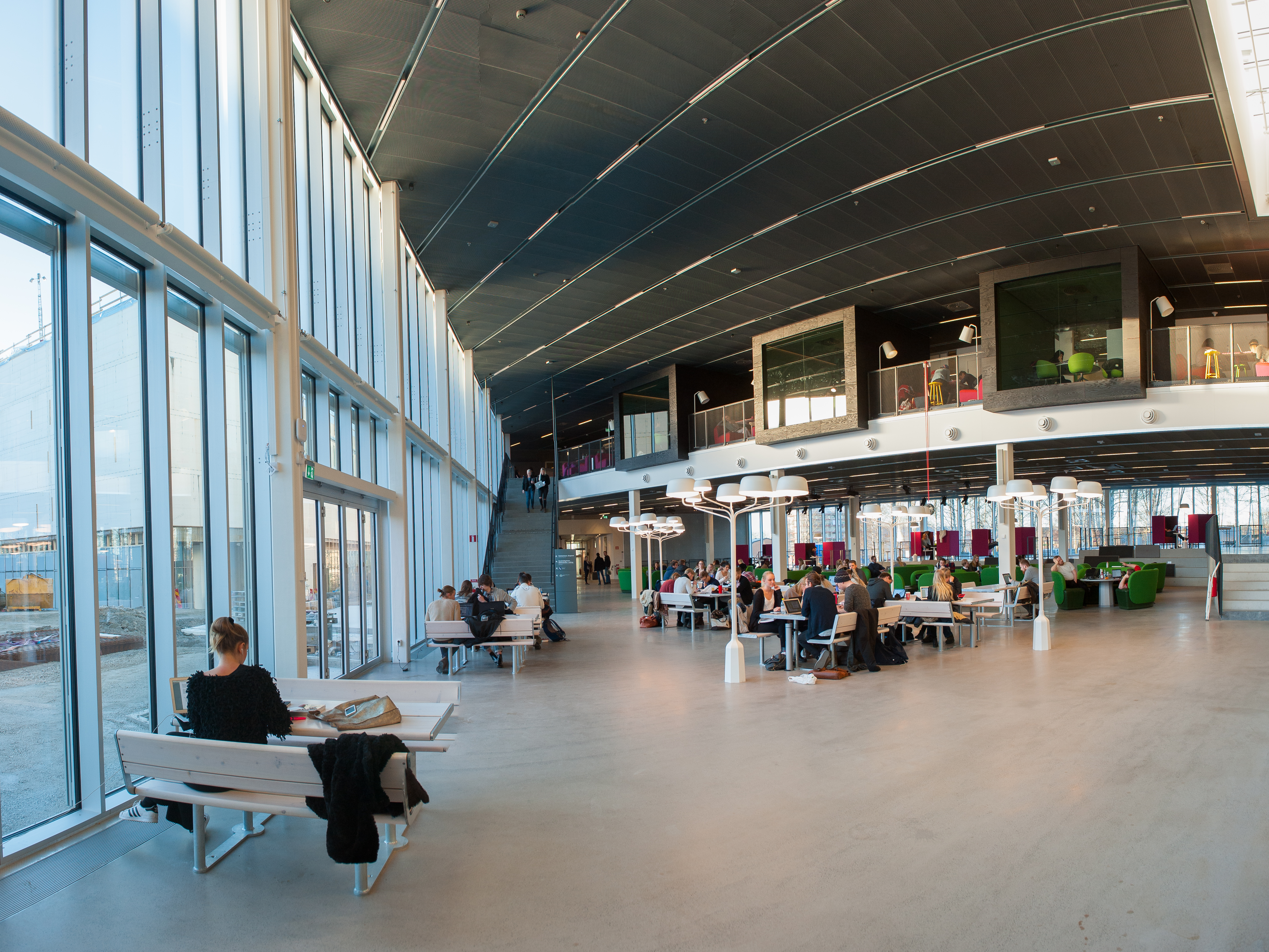
Внутри кампуса

### Главный кампус
Главный кампус университета расположен в районе Алмби на юго-востоке Эребру, приблизительно в четырёх километрах от центра города. Он представляет собой комплекс специализированных зданий, включающий Entréhuset (рус. входной корпус), Långhuset (рус. длинный корпус), Teknikhuset (рус. технический корпус), Novahuset, Forumhuset (рус. форумный корпус), Gymnastikhuset (рус. гимнастический корпус), «Prismahuset» и здание Музыкальной школы. Значимым дополнением к инфраструктуре стало открытие в 2008 году «Bilbergska huset», предназначенного для естественнонаучных дисциплин и размещения студенческих и исследовательских лабораторий. Помимо учебных и научных корпусов, в состав кампуса входят университетская библиотека и здание Студенческого союза, где концентрируется деятельность студенческих организаций. В 2020 году кампус был расширен за счет ввода в эксплуатацию двух новых зданий — «Hubben» и «Labbet», предназначенных для размещения «Инновационной арены ÖRU» — новой стратегической инициативы университета, фокусирующейся на развитии инноваций, предпринимательства и партнёрского сотрудничества. На окраине кампуса находится усадьба «Östra Marks», выполняющая функцию конференц-центра. Историко-культурный контекст местности подчеркивается соседством с Энбускабакеном — одним из крупнейших древних захоронений в регионе Нэрке.
Помимо главного кампуса в Алмби, университет располагает специализированными филиалами: Campus USÖ при университетской больнице Эребру (медицинский кампус) и кампусом Грютюттан (швед. Grütuttan), ориентированным на подготовку специалистов в сфере ресторанного дела и обслуживания.

### Кампус Грютюттан

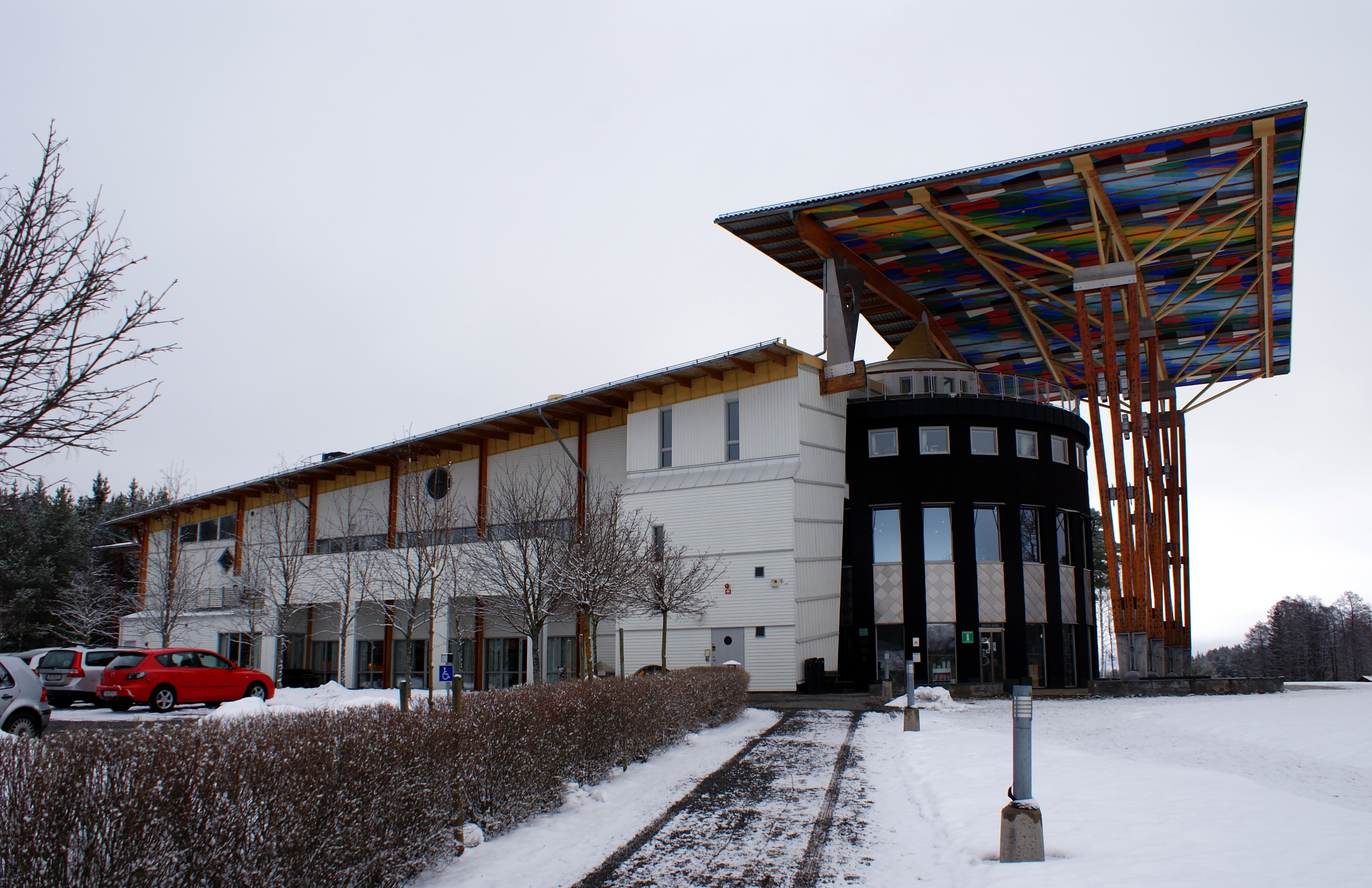
В 2009 году

Школа ресторанного и гостиничного менеджмента осуществляет деятельность на специализированном кампусе Грютюттан, расположенном в муниципалитете Хеллефорс (Бергслаген) в 70 километрах от Эребру, где базируется с 1993 года в исторических зданиях Молтиденс-и-Норден, Карнхюсет и Хельсанс. Значительную роль в становлении этого кампуса сыграл известный ресторатор Карл Ян Гранквист. Инфраструктура кампуса включает не только лекционные залы и административные помещения, но и уникальные объекты: гастрономический театр, библиотеку блюд, лабораторию пищевой биологии и студию кулинарного искусства. Школа предлагает две программы бакалавриата, фокусирующиеся на глубоком знании продуктов питания (швед. matkunskap) и искусстве гостеприимства (швед. gästfrihet): «Кулинарный шеф-повар и создатель блюд» и «Сомелье и повар», с возможностью специализации в области отельного и ресторанного менеджмента, питания и напитков; обучение по обеим программам проводится исключительно на кампусе Грютюттан.
Научно-исследовательская деятельность школы сосредоточена в междисциплинарной области кулинарного искусства, где пища и процессы ее потребления изучаются с социальных, культурных, научных и практико-эстетических перспектив. Исследования интегрируют три ключевых аспекта: творческое мастерство и артистизм в приготовлении пищи, социально-культурные контексты еды (собственно кулинарное искусство); сенсорный опыт в сложных пищевых ситуациях (сенсорика); а также вопросы лидерства и гостеприимства в индустрии (управление в сфере гостеприимства).

### Медицинский кампус USÖ

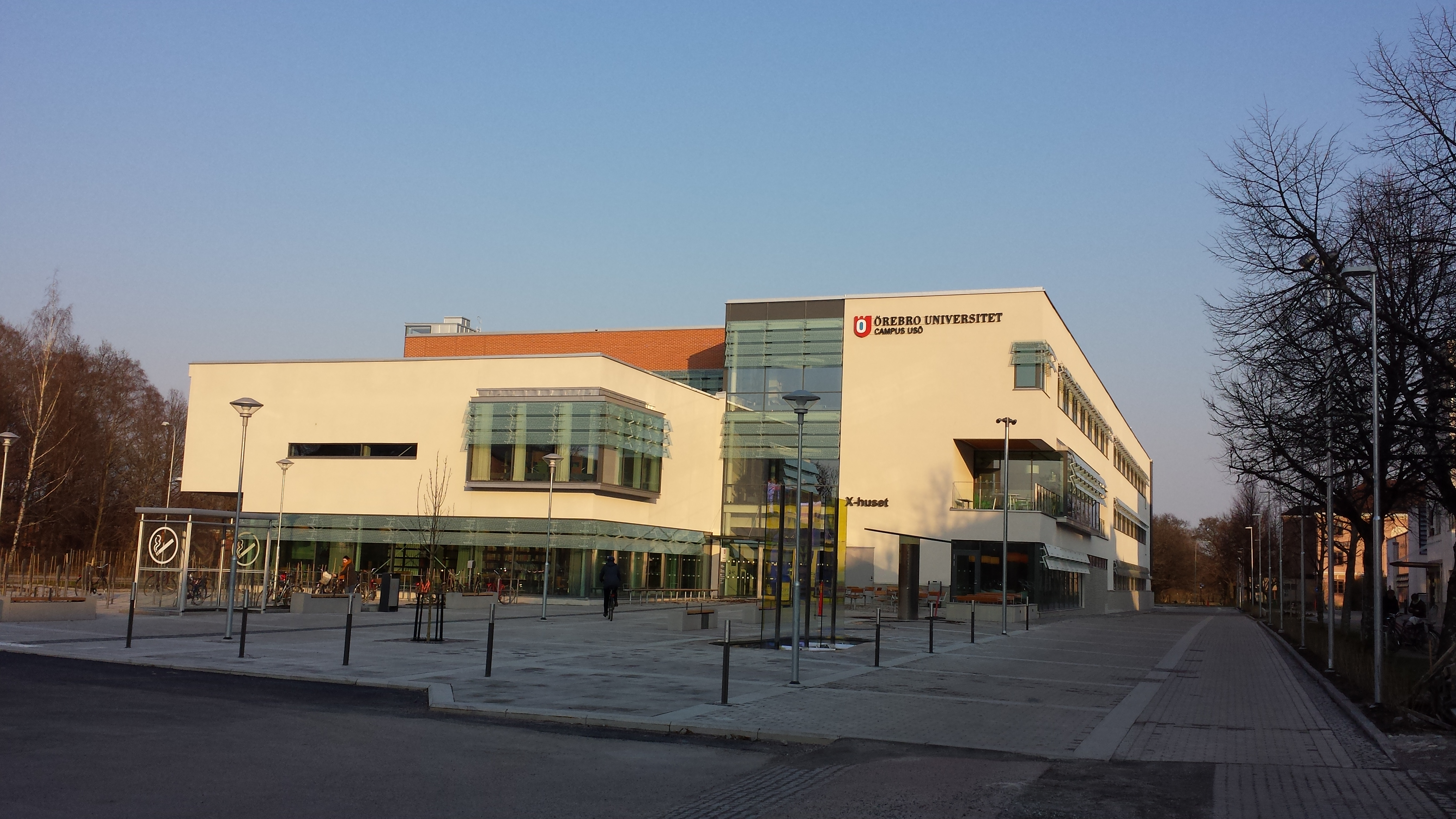
В 2014 году

Кампус USÖ, расположенный в непосредственной близости от университетской больницы Эребру, функционирует как специализированный центр медицинского образования и научных исследований университета с момента своего открытия в 2014 году. На его базе осуществляется основная часть подготовки студентов-медиков, обеспечиваемая современной учебной инфраструктурой. Ключевыми компонентами кампуса являются медицинская библиотека университета, предоставляющая специализированные ресурсы, и структурное подразделение биомедицинских исследований. Важным элементом научно-практической экосистемы кампуса выступает Центр клинических исследований округа Эребру (швед. Kliniskt Forskningscentrum Örebro län), интегрирующий академические разработки с клинической практикой

## Исследования

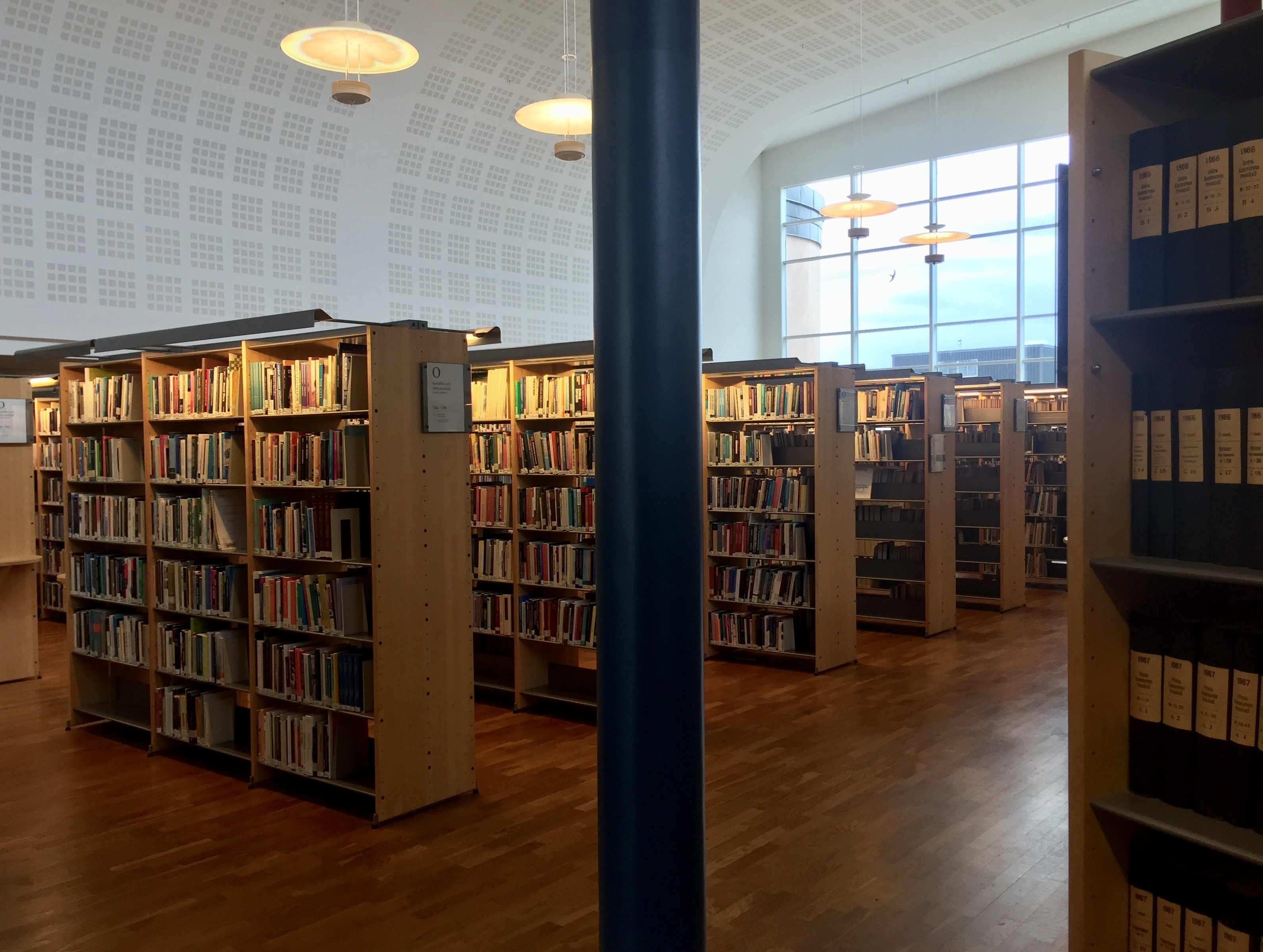
Внутри библиотеки Эребру, 2017 год

Университет Эребру осуществляет исследовательскую деятельность по 36 различным научным направлениям, охватывающим три ключевые области: гуманитарные и социальные науки, медицину и здравоохранение, а также естественные науки и технологии. В качестве централизованной площадки для публикации научных результатов университет издает рецензируемый журнал «Acta Universitatis Orebroensis», способствующий диссеминации академических достижений исследовательского сообщества вуза.

## Студенческий союз
Студенческий союз Эребру, учреждённый в октябре 1963 года, предшествовал по времени основания как Университету Эребру, так и его предшественнику — Университетскому колледжу Эребру. Изначальной целью организации декларировалось «обеспечение наиболее эффективного представительства интересов студенческого сообщества», при этом первоначальный контингент объединял слушателей региональной магистерской программы по технологиям и философии, действовавшей в Эребру. На протяжении значительного периода своей истории союз размещался в парковом комплексе Хёгстрёмска-Гёрденпо адресу улица Олайгатан. С момента основания союз осуществляет издание студенческой газеты «Lösnummer», однако в период существования автономного студенческого объединения при Школе социальных наук (сохранявшегося несколько лет после интеграции школы в структуру университета в 1977 году) данное издание временно выходило под названием «Pettersson» .

## Критика
В рейтинге Times Higher Education (THE) World University Rankings 2025 Университет Эребру входит в группу 501-600 лучших вузов мира, при этом 30% оценки данного рейтинга определяется долей научных статей исследователей университета, получивших широкое международное цитирование и признание. В Шанхайском академическом рейтинге (ARWU) 2024 года позиции университета находятся в диапазоне 701-800, что свидетельствует о снижении показателей по сравнению с результатом 2022 года (группа 601-700). Примечательно, что в рейтинге QS World University Rankings 2024 университет не представлен. В профильном анализе Times Higher Education по критерию качества исследований (один из пяти ключевых показателей рейтинга) Университет Эребру занимает 8-е место среди шведских высших учебных заведений по итогам 2024 года.

### Предметный рейтинг
В ходе масштабного опроса, проведённого   Шведской медицинской ассоциацией в 2016 году среди недавних выпускников медицинских вузов страны, медицинская программа Университета Эребру получила наивысшую оценку за подготовку студентов к профессиональной деятельности в качестве практикующих врачей, опередив все остальные шведские университеты по этому ключевому критерию.
Что касается юридического образования, то согласно рейтингу Urank 2013 года, программа по праву в Эребру заняла третью позицию среди шведских вузов, уступив лишь исторически более сформированным юридическим школам Лундского и Уппсальского университетов, что подчеркнуло её конкурентоспособность на национальном уровне.